# Премія Луїзи Ґросс Горвіц
Пре́мія Луї́зи Ґросс Го́рвіц (англ. Louisa Gross Horwitz Prize) — наукова нагорода Колумбійського університету. Вручається за видатний внесок до фундаментальних досліджень у біології та біохімії.
Премія була заснована за заповітом С. Гросса Горвіца (англ. S. Gross Horwitz) і названа на честь його матері Луїзи Гросс Горвіц і доньки хірурга-травматолога Семюеля Д. Гросса. Нагородження проводиться з 1967 року.
Премію Луїзи Ґросс Горвіц вважають одним із важливих передвісників майбутньої Нобелівської премії. Із 116 лауреатів (станом на жовтень 2023 року) 53 згодом отримали Нобелівську премію, у тому числі 44 — Нобелівську премію з фізіології або медицини та 11 — Нобелівську премію з хімії. П’єр Шамбон був нагороджений цією премією двічі, у 1999 та 2018 роках.

## Лауреати
- 1967:  Луїс Федеріко Лелуар
- 1968:  Гар Гобінд Корана,  Маршалл Ніренберг
- 1969:  Макс Дельбрюк,  Сальвадор Лурія
- 1970:  Альбер Клод,  Джордж Паладе, Keith R. Porter[en]
- 1971: Г’ю Гакслі[en]
- 1972: Стівен Куффлер
- 1973:  Ренато Дульбекко, Гаррі Ігл, Теодор Пак[en]
- 1974: Борис Ефруссі[en]
- 1975:  Суне Бергстрем,  Бенгт Самуельсон
- 1976: Сеймур Бензер[en], Чарльз Янофскі
- 1977: Майкл Гайдельбергер[de], Елвін Кабат[en], Henry G. Kunkel[en]
- 1978:  Девід Г'юбел, Вернон Маунткасл[en],  Торстен Візел
- 1979:  Волтер Гілберт,  Фредерік Сенгер
- 1980:  Сезар Мільштейн
- 1981:  Аарон Клуг
- 1982:  Барбара Мак-Клінток,  Суcуму Тонеґава
- 1983:  Стенлі Коен, Віктор Гамбургер[en],  Рита Леві-Монтальчині
- 1984:  Майкл Стюарт Браун,  Джозеф Леонард Голдштейн
- 1985: Дональд Браун[en], Марк Пташне
- 1986:  Ервін Неєр,  Берт Закман
- 1987:  Гюнтер Блобель
- 1988:  Томас Роберт Чек,  Філліп Шарп
- 1989:  Альфред Гілман,  Едвін Кребс
- 1990: Стівен Гаррісон[en], Майкл Россманн[en], Дон Крейг Вайлі[en]
- 1991:  Ріхард Ернст,  Курт Вютріх
- 1992:  Крістіана Нюсляйн-Фольгард,  Едвард Льюїс
- 1993: Ніколь ле Дуарен[en], Дональд Меткалф[en]
- 1994: Филиппа Маррак, Джон Капплер
- 1995:  Ліланд Гартвелл
- 1996: Клей Армстронг[en], Бертіл Гіллі[en]
- 1997:  Стенлі Прузінер
- 1998: Арнольд Левін[en], Берт Фогельштейн
- 1999: П’єр Шамбон[en], Роберт Редер[en], Роберт Цянь[en]
- 2000:  Роберт Горвіц, Стенлі Корсмеєр[en]
- 2001:  Авраам Гершко, Олександр Варшавський[en]
- 2002:  Джеймс Ротман,  Ренді Шекман
- 2003:  Родерік Маккінон
- 2004: Ентоні Гантер[en], Ентоні Джеймс Поусон[en]
- 2005:  Ада Йонат
- 2006:  Роджер Корнберг
- 2007: Джозеф Ґалл[en],  Елізабет Блекберн,  Керол Грейдер
- 2008: Франц-Ульріх Гартль, Артур Горвіч і почесний приз Розалінд Франклін
- 2009: Віктор Амброс,  Гері Равкан
- 2010: Томас Келлі[en], Брюс Стілман
- 2011: Джеффрі Голл, Майкл Росбаш,  Майкл Янг
- 2012: Річард Лозік[en], Джо Люткенгаус[en], Люсі Шапіро
- 2013:  Едвард Мозер,  Мей-Бритт Мозер,  Джон О'Кіф
- 2014:  Джеймс Еллісон
- 2015: Стівен Лоуренс Зіпурскі[en]
- 2016: Хаїм Сідар[en], Аарон Разін[en],  Гарі Фелсенфельд [de]
- 2017: Джеффрі Айван Гордон
- 2018: П’єр Шамбон[en], Рональд Марк Еванс, Берт О'Меллі[en][2]
- 2019: Льюїс Кентлі, Девід Сабатіні, Пітер Фогт[en]
- 2020: Роберт Феттіплейс[en], Альберт Джеймс Гадспет[en], Крістіна Петі[en]
- 2021:  Каталін Каріко,  Дрю Вайсман
- 2022: Карл Дейссерот, Петер Геґеманн, Геро Мізенбек
- 2023: Чжицзянь Чень, Глен Барбер[de][3]